# Α-酮异己酸
α-酮异己酸（英語：α-Ketoisocaproic acid，缩写α-KIC）是亮氨酸代谢的中间产物。